# Maria Byk

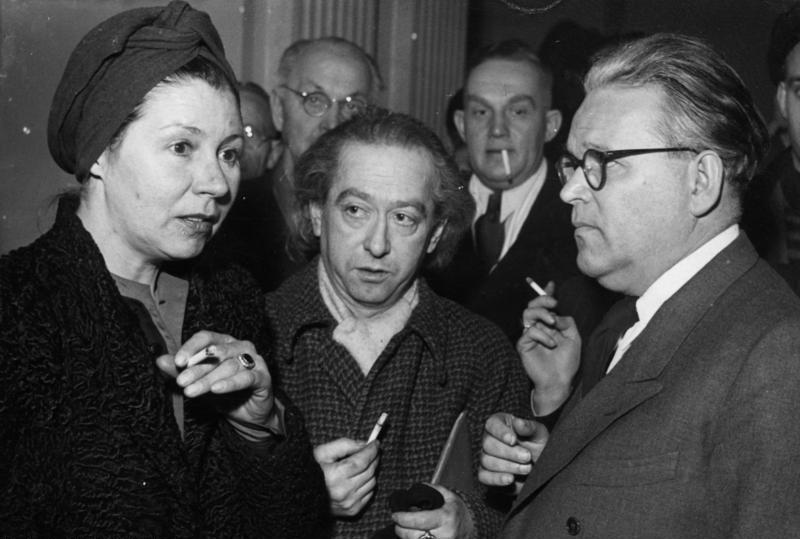
Maria Byk (links) mit Veit Harlan (rechts) im März 1949

Maria Byk (bürgerlich Annemarie Haschkowetz; * 12. Februar 1904 in München als Annemarie Albertine Böck; † 22. April 1949 ebenda) war eine deutsche Film- und Theaterschauspielerin.

## Leben und Wirken

### Theater und Film
Maria Byk erhielt ihre künstlerische Ausbildung an der Falckenberg-Schule ihrer Heimatstadt München. Anschließend (1925) holte sie Intendant Otto Falckenberg an die von ihm geleiteten Münchner Kammerspiele, bei denen sie die kommenden 13 Jahre als Ensemblemitglied wirken sollte. Falckenberg soll sie als „die ehrgeizloseste und Begabteste aller Naiven“ bezeichnet haben. In dieser Zeit spielte Byk unter anderem die Gertrud in Max Mells Spiel von den deutschen Ahnen, die Cläre in Gerhart Hauptmanns Dorothea Angermann und das Gretchen in Johann Wolfgang von Goethes Urfaust. Nach 1938 war sie an keinem Haus mehr fest angestellt. Zu ihrer Münchner Theaterzeit sah man die Künstlerin auch in einigen kaum bedeutenden Kinoproduktionen, so 1929 mit einer kleinen  Rolle an der Seite von Karl Valentin in dem späten Stummfilm Der Sonderling, anschließend im frühen Tonfilm mit mehreren Töchterrollen in Heimatgeschichten und bäuerlichen Melodramen.

### Privates
Maria Byk heiratete 1925 den Theaterschauspieler und -regisseur Julius Gellner. Am 26. Februar 1926 wurde beider gemeinsame Tochter Johanna Gellner geboren. Diese Ehe hielt zwei Jahre. Anschließend war Maria Byk mit dem Regisseur Kurt Reiss liiert. Am 30. März 1936 heiratete Byk in zweiter Ehe den Berufskollegen Ferdinand Marian, der 1940 in dem NS-Propagandafilm Jud Süß mitwirkte. In einem Film über dieses Werk, Jud Süß – Film ohne Gewissen, spielte Martina Gedeck Maria Byk, die dort allerdings (angeblich aus künstlerischen Gründen) zu der Halbjüdin „Anna Marian“ gemacht wurde und einen erfundenen KZ-Tod erleiden musste. 1949 sagte Maria Byk in dem Hamburger Prozess gegen „Jud Süß“-Regisseur Veit Harlan zu dessen Gunsten aus.
Kurz darauf ertränkte sich Maria Byk. Sie wurde an der Seite ihres Ehemannes auf dem Münchner Nordfriedhof in der Ungererstraße 130 zur letzten Ruhe gebettet. Das gemeinsame Grab, in dem auch u. a. Byks unehelicher Sohn Ferdinand Anton bestattet worden war, wurde im Frühjahr 2020 aufgelöst.

## Filmografie (komplett)
- 1929: Der Sonderling
- 1933: Der sündige Hof
- 1934: Der Schuß am Nebelhorn
- 1934: Die Frauen vom Tannhof
- 1935: Er weiß, was er will
- 1935: Der Kampf mit dem Drachen